# Asedio de Kōriyama
El Asedio de Kōriyama (吉田郡山城の戦い, Yoshida Kōriyama-jō no tatakai o "batalla del castillo de Kōriyama-Yoshida") tuvo lugar de septiembre de 1540 hasta enero de 1541 en Yoshida, Provincia de Aki, Japón durante el periodo Sengoku. Amago Haruhisa, con 30.000 hombres, atacó el castillo de Kōriyama, que pertenecía a Mōri Motonari y estaba defendido por 8.000 hombres. Cuando el clan Ōuchi envió un ejército al mando de Sue Harukata para levantar el asedio, los Amako fueron forzados a retirarse.

## Antecedentes
A finales de la década de 1530, Mōri Motonari había cortado sus lazos con el clan Amako (también conocido como Amago) y se alió con el clan Ōuchi. Aprovechando la debilidad creciente del clan Takeda de Aki, Motonari fue ganando poder en dicha provincia.
Hacia 1540 el viejo señor de los Amako, Tsunehisa, se retiró y entregó el mando del clan a su nieto Haruhisa (también conocido como Akihisa). Ese año Amago Haruhisa ideó un plan para destruir a Mōri Motonari y hacerse con la Provincia de Aki. Se convocó un consejo de los miembros de los Amako para conferenciar sobre la campaña en el que casi todos se mostraron favorables a atacar. Amago Hisayuki, sin embargo, consideró que los riesgos eran demasiado grandes y se opuso, pero fue ridiculizado y humillado por Tsunehisa, que le acusó de cobardía. A Hisayuki se le encargó enfrentarse al clan Shishido, aliado de los Mōri, como operación inicial paralela a una campaña mayor de los Amago en Aki.

## La campaña de los Amago en la Provincia de Aki
La fase inicial de la campaña empezó en junio de 1540, la cual implicaba un ataque de las tropas de Amago Hisayuki, su hijo Masahisa y su sobrino Kunihisa contra el dominio del clan Shishido, aliados de Motonari. La incursión fue infructuosa y la única consecuencia de mención fue que privó a Haruhisa de algunos de sus generales más capaces y de tropas para el ataque al castillo de Kōriyama.
En agosto, Amago Haruhisa había reunido una fuerza de 30.000 soldados y salió de la Provincia de Izumo, se desplazó hasta el castillo de Kōriyama-Yoshida, propiedad del clan Motonari, y estableció un cuartel general cerca del mismo.
Entretanto, Mōri Motonari había evacuado a más de 5.000 habitantes de Yoshida al interior del castillo de Kōriyama. El castillo propiamente dicho estaba defendido por unos 3.000 soldados por lo que se enviaron solicitudes de ayuda a los Ōuchi en la Provincia de Suo. Dos días después de su llegada, los Amako atacaron el castillo de Kōriyama, el cual continuaría resistiendo varios meses.

### El auxilio de los Ōuchi.
El ejército de los Ōuchi, formado por 10.000 hombres dirigidos por Sue Harukata, partió de la Provincia de Suo el undécimo mes, hizo una pausa en el santuario de Itsukushima en Miyajima para rezar por la victoria antes de desembarcar en Aki y marchar hacia el castillo de Kōriyama. Llegaron a las afueras de Kōriyama en diciembre de 1540, cuatro meses después de que se iniciara el asedio. Los ejércitos de ambos bandos se enfrentaron en diversas escaramuzas durante el mes siguiente, que perjudicaron seriamente la posición de los Amago.
Cuando llegó la fuerza que los Amago habían destacado para amenazar a los Shishido, se vio envuelta en el ataque de los Mōri y los Ōuchi contra el cuartel de Amako en Tenjinyama. Amako Hisayuki murió en combate y los Amago sufrieron graves pérdidas. Tras este combate, considerando cómo iban escaseando los suministros y la baja moral, los Amago decidieron retirarse. Los Mōri y los Ōuchi los persiguieron, pero su persecución se vio dificultada por la nieve.